# Phytomyza ranunculoides
Phytomyza ranunculoides este o specie de muște din genul Phytomyza, familia Agromyzidae, descrisă de Spencer în anul 1986.
Este endemică în Minnesota. Conform Catalogue of Life specia Phytomyza ranunculoides nu are subspecii cunoscute.